# スター・システム (小説・アニメ・漫画)
スター・システム（star system）は、多くは演劇・映画・プロスポーツなどの興行分野において、高い人気を持つ人物を起用し、その花形的人物がいることを大前提として作品制作やチーム編成、宣伝計画、さらには集客プランの立案などを総合的に行っていく方式の呼称。
当記事ではスター・システムを採用している各メディアのうち、著作家が生み出した架空のキャラクターを起用する、いわゆる小説・漫画・アニメーション・コンピュータゲームなどにおける分野について解説する。なお俳優を使う舞台劇・映画・テレビドラマなどの分野については「スター・システム (俳優)」を、スポーツの分野については「スター・システム (スポーツ)」を参照。

## 解説
資本力やニュースマスコミを利用した大々的な宣伝の反復などによって、そのような花形的人物を企画的に作り出すシステムもこの一環として指す。転じて、漫画などで、同一の作家が同じ絵柄のキャラクターをあたかも俳優のように扱い、異なる作品中に様々な役柄で登場させるような表現スタイルも、スター・システムと呼ぶようになった。
日本の漫画分野で初めてこの手法を用いたのは手塚治虫であり、彼が複数の作品のなかで、自らの友人や友人の祖父、さらには実の妹が描いたキャラクターを登場させたことに始まるとされている。

## 日本以外のスター・システム

### 小説 (日本以外)
多作のSF小説作家は、未来について描いた個々の短編や長編小説の背景を互いに統一し、一貫した未来史として創作する場合がある。代表的な作家としてはアイザック・アシモフやロバート・A・ハインラインなどで、それぞれの作品に対し共通する主人公や脇役が活躍したり、時代的に後になる作品で過去の作品を歴史上の出来事として扱うことが見られる。
また、ワイルド・カード・シリーズではシェアード・ワールド、またはモザイクノベルと言って、ロジャー・ゼラズニィ他多数の作家が同一の設定・舞台を元に連作を成している。ある作家の作り出した登場人物が別の作家の作品に登場したり、またある作品で起こった出来事が別の作品でも起きたことになっているなど世界観を共有している。
ヒロイックファンタジーシリーズであるマイケル・ムアコックのエターナル・チャンピオンシリーズも同じ魂と時には記憶を共有する主人公がパラレルワールド内で活躍する物語で、ある多元宇宙内で一同が会するエピソードもあり、スター・システムの一種ととらえることができる。
非常に広範囲なスター・システムはスティーヴン・キングの著作に存在している。キングのほとんどの小説は同一の世界観に属しており、その中心に『ダーク・タワー』シリーズがあるというようになっている。（『ダーク・タワー』に大きく関連する作品には、『呪われた町』・『ザ・スタンド』・『IT』・『アトランティスのこころ』・『ドラゴンの眼』などがある）

### 漫画・アニメーション (日本以外)
アニメーションや漫画におけるスター・システムは、興行分野におけるそれとは意味合いを異にする場合がある。
アニメーションでは、アメリカのカートゥーンと呼ばれる劇場用短編作品が多く作られたジャンルにおいて、人気キャラクターを俳優に見立てて、その出演作が制作された。これは、アニメキャラクターは俳優であり、主演映画シリーズを持っているという点で、興行分野におけるスターシステムと共通するものであった。
ハンナ・バーベラ作品
トムとジェリー主人公のトムとジェリーが中世の騎士、西部開拓時代の保安官、宇宙飛行士などを演じるエピソードがある。ただし、作中では明確に2匹が俳優だと示唆されることはなく、他の作品とつながりのない一部の作品はパラレルワールドでの出来事とする向きもある。キャラクターが共通していながら舞台や設定を定めない作品の代表格といえる。そのため、アニメキャラクターが俳優として登場する「ロジャー・ラビット」には出演を断わっている。
ハンナ・バーベラ秘宝探検団ヨギベア（クマゴロー）・トップキャット（ドラ猫大将）・早撃ちマック・チキチキマシン猛レース・オギーとダディ等の主要キャラクターが敵味方に分かれ、毎回、世界各地を回ってトレジャー・ハンティングを行うシリーズ。
スカイキッド ブラック魔王『チキチキマシン猛レース』の悪役「ブラック魔王」と「ケンケン」コンビが、この作品シリーズでは戦場の伝書鳩（主人公）の任務を妨害する敵国空軍パイロット役として登場。ただし、前作とのつながりを示すシーンも毎回挿入されている。
ペネロッピー絶体絶命『チキチキマシン猛レース』に登場しているペネロッピー（ミルクちゃん）が主役となった作品。同作品に登場するギャングセブンも脇役として登場している。
ルーニー・テューンズ作品
登場キャラクターはワーナーブラザースに所属する俳優という設定であり、ほとんどのエピソードは台本に基づくキャラクターの演技とアドリブにより成り立っている。この設定はスピンオフ作品や長編作品にも受け継がれており、シリーズにおける最大の特色となっている。
ディズニー作品
主演シリーズを持つドナルドダックが、ミッキーマウス主演作品に客演を行なったりといった具合である。
ロジャー・ラビット実写との合成作品。作品内でアニメキャラクターはハリウッドのトゥーンタウンに暮らす俳優として扱われてはいる。ただし、アニメキャラクターは激しい身体的衝撃に平気な点などにおいて、実際の人間とは一線が引かれている。

### ゲーム (日本以外)
miHoYoが提供するゲーム、崩壊シリーズと原神でスターシステム運用が行われている。なお、一部のキャラクターは同じ顔であることに設定上の関わりがちゃんとあるため、常に重要な考察ポイントとなっている。

## 日本のスター・システム

### 小説 (日本)
広い意味でのシリーズ作品であるケース（クロスオーバー作品）、シャーロック・ホームズ等の有名キャラクターが登場するケースを除いた場合、小説におけるスター・システムを定義することは難しい。小説では個々のキャラクターよりも世界観や物語が重視されるため、キャラクター性による純粋なスター・システムは成立しにくい。特定キャラクターが大きく活用される際は元作品のジャンル、世界観なども引継ぎ、シリーズ作品の形態を取られることが多い。
菊地秀行作品には「外谷順子」という人物が多数の作品に出演しており、主人公となった作品もある。
大塚英志、白倉由美の小説、漫画には「大江公彦」「ロリータ℃」といったキャラクターが世界観の枠を超えて登場するが、これはシェアード・ワールド、スピンオフとしての性質も帯びている。
辻真先作品には「牧薩次」（つじまさき、のアナグラムになっている）とその恋人（のちに結婚した）「可能キリコ」を中心に、スターシステムが確立されており、キリコの兄「可能克郎」が最も多くのシリーズに登場する。アニメ脚本家で小説家で紀行作家である辻真先は、一時期虫プロに在籍しており、手塚治虫の影響を大きく受けているが、手塚のスター・システム（キャラを俳優と位置づけ、外見とキャラ名は同じでも、まったく異なる役柄で出演する）と異なり、同一人物は同一の設定で登場する。
海堂尊の作品にはデビュー作であるチーム・バチスタの栄光から始まるすべての作品が同一世界を共有しており、スターシステムの一種であると考えられる。
倉橋由美子の小説世界には、繰り返し、『山田桂子』という女性が登場する。

### 漫画・アニメーション (日本)
1980年代末以後、サンリオのキャラクターを俳優に見立てた出演作として、童話を題材にした『サンリオ名作映画館』シリーズ、オリジナルストーリーの『サンリオキャラクターアニメ』シリーズが制作されている他、2006年現在ではマイメロディを主人公にした『おねがいマイメロディ』シリーズやテレビ番組『キティズパラダイス』内でサンリオのキャラクターが主演するアニメ作品がテレビ放映されている。ジュエルペットのアニメシリーズにおいては、ジュエルペットの設定や世界観がシリーズ毎に変更されており、のちに重要キャラクターして登場するペットが、背景でモブキャラクターを演じることがある。
また、OVAを中心としたメディアミックス作品『天地無用!』に登場していた脇役キャラクター「砂沙美」に人気が出たために、砂沙美を主人公にした別個の作品『魔法少女プリティサミー』、『砂沙美☆魔法少女クラブ』が制作された。これらは、スピンオフの一種とも言えるが、作品人気による続編や舞台背景を共通するサイドストーリーとも異なり、キャラクターを俳優に見立てたスターシステムに基づいた企画である。漫画では主に以下の種類に分類される。
舞台となる世界を変えて、同じ登場人物を使う(シリーズはあくまでも同一)HARELUYAとBØYがこれに当たる。主人公の日々野晴矢と宿敵である神崎などが同一の容姿と名前で登場している。ブラックエンジェルズと大江戸ブラックエンジェルズ、デビルマンとデビルマンサーガのように、舞台を過去や未来に変更して、同じ名前と容姿で登場させるケースもある。
リメイク、リブートに近い作品で同じ登場人物を使う
4P田中くんと風光るがこれに当たる。両方とも甲子園を目指す野球漫画で、多くの登場人物も容姿が皆共通している(名前は異なっている)。主人公の性格を田舎弁のやんちゃ少年から、礼儀正しい理論派の少年に変えたり、前作のヒロイン少女が主人公の姉になるなど、役割を変えている。他、聖闘士星矢とSILENT KNIGHT翔も当てはまる。ただし、こちらは掲載誌が同じで時を置かずに連載したために、読者には受け入れられなかった。
作品によって名前は違うが、多くの作品に同じ特徴の人物を使う
真島ヒロの『EDENS ZERO』のレベッカ・ワイズ・エルシー・ホムラなどが『FAIRY TAIL』や他作品の登場人物とそっくりである。『EDENS ZERO』のエルシーと『FAIRY TAIL』のエルザは声優が同じ大原さやかである。
名前や特徴なども固定されている人物を使う
手塚治虫は上記二つを多くの漫画作品で用いたことで知られ、前者はハム・エッグ、アセチレン・ランプ、ロック・ホーム、ヒゲオヤジなど。後者はヒョウタンツギ、スパイダーなど（詳細は手塚漫画のキャラクター一覧参照）。藤子不二雄や石ノ森章太郎、赤塚不二夫、永井豪、松本零士、獸木野生、吾妻ひでお、いしいひさいち、とり・みき、西岸良平、黒田硫黄、森下裕美、山川直人など、短編作品を多く手がける漫画家にも多い。映像作品では押井守の作品に登場する立喰師（特に多いのが「ケツネコロッケのお銀」）が該当する。
真島ヒロの複数の作品でプルーが登場する。基本は白色だが、違う色も登場する。
舞台背景はつながっておらず、別々の人物(あるいはシリーズが同一でも、別人を強調)
これは作品自体が違うために、ほとんどはファンサービスとして行っているものである。
このタイプはタイムボカンシリーズの三悪が有名。作品によっては容姿が微妙に違う場合もあるが、小原乃梨子演じる妖艶な美女・八奈見乗児演じる女子高生好きの発明家・たてかべ和也演じる怪力男の3人組と、チーム内の立場とキャストは固定である。別人という部分を生かして各作品の三悪が競演する作品もある。また、このケースは「声優によるスターシステム」の走りとも言える。
真島ヒロはこれを読み切りと連載作で使い分けていた（『RAVE』と『FAIRY TAIL』における二人のジークが代表例）。また、『FAIRY TAIL』のハッピーと『EDENS ZERO』のハッピーは容姿が微妙に違うが声優は同じ釘宮理恵である。
スターシステムを特に採用していない作家でも、同じ、あるいはよく似たデザインのキャラクターが複数の作品で別の役回りで登場することはよくある。特に野中英次の作品では見た目や特徴が同じキャラクターがよく登場する。また、福本伸行の作品でもモブキャラクターである黒服を始め、外見だけでなく立場や設定が似たキャラクターが登場。
新谷かおるは主にこのタイプを自身の作品キャラクターから登場させているが、特定のキャラクターや元アシスタントであるゆうきまさみのキャラクターを許諾を受け常連のキャラクターとして登場させるタイプ（上記の「名前や特徴なども固定されている人物」）や下記のタイプ（主に自身の同人誌で登場）も使い分けている。
遊☆戯☆王ARC-Vでは過去の3作品からキャラが2名ずつゲスト出演しているが、設定上は同一人物ではなく、公式にパラレルワールドと言及している。
『激闘!クラッシュギアTURBO』については、『トライブクルクル』の登場人物とは下の名前が似た者の設定が繋がった状態である。そして、『クラッシュギアNitro』では、『ブレイブビーツ』の登場人物にて下の名前で漢字に設定していた事があった。ただし、4作品は同じパラレルワールド的な内容となっている。
『古代王者 恐竜キング Dキッズ・アドベンチャー』や『最響カミズモード!』で、登場人物の名前も設定が若干異なっているが、これはあくまでも異なる場合がある。
中原杏は、必ず同じ顔つきの少女キャラクターを主人公として固定されており、看板作品の『きらりん☆レボリューション』がアニメ化される程長編化された事もあり、自身の短編漫画作品が架空の芸能人である月島きらり（久住小春）主演の実写作品という設定の劇中劇としてOVA化された。
舞台背景もつながっており、ある作品であることをした人物が、別の作品でその後の活躍をする
これはスピンオフにも入るタイプ。連載を多数持つ作家向けで、水島新司、和田慎二、宮下あきら、小山田いく、種村有菜などが有名。
永井豪の手がける作品に登場するキャラクターは、作品を「番組」と呼び、登場することを「出演する」と言っている。また、後者としてはこれ以外に藤子不二雄の作品にはキャラクターからは小池さん、神成さん、ゴンスケが、劇中劇化された『UTOPIA 最後の世界大戦』がプレミア漫画単行本として、藤子不二雄Ⓐ名義、藤子・F・不二雄名義を問わずに数多く登場することで知られている。
『ドラえもん』でも怪物くんぼうしが怪物くんの要素を採り入れたひみつ道具として、『オバケのQ太郎』が劇中劇として登場する。『パーマン』とは同一の世界観であり、大人になった星野スミレが登場することから、未来を描いた作品となっている。
サンライズのアニメーション作品『舞-HiME』シリーズがスターシステムを採用、第1作に登場したキャラクターの設定を変えて第2作、3作に登場させる手法をとっている。ただし作品間を跨いで同一人物であるとされるキャラクターはごく一部で、世界観のつながりもほのめかす程度にとどめられているため、ほぼ上記の「舞台背景はつながっておらず、別々の人物」のタイプに近いと言える。またCLAMPの漫画『ツバサ-RESERVoir CHRoNiCLE-』でも、CLAMPによる他の作品のキャラクターを多数登場させている。この内、『魔法騎士レイアース』が本出の妖精キャラクター・モコナは前述の『ツバサ』の前作である『XXXHOLIC』にも「別キャラ」扱いとして登場させている。
『まじっく快斗』におけるその後の世界観を描いた作品として『名探偵コナン』があり、主人公の黒羽快斗（怪盗キッド）やその脇役キャラクターが後者作品にも引き続き登場する。オリジナル設定として、鈴木園子は怪盗キッドの熱狂的なファンの一人でもある。

### ゲーム (日本)
ゲームも漫画・アニメ同様スターシステムを用いている作品がある。
日本における代表例として『スーパーマリオブラザーズ』のキャラクターがさまざまな作品に登場している。『マリオカート』（レース）、『マリオテニス』（スポーツ）、『スーパーマリオRPG』（ロールプレイングゲーム）、『ヨッシーのたまご』（パズル）など非常に多岐にわたっている。任天堂はこの他自社ゲーム登場キャラクターを一堂に会させるクロスオーバー作品を多く作っている。『ファイナルファンタジーシリーズ』ではシドなどがシリーズにまたがって登場している。
ディズニーとスクウェア・エニックスのコラボレーションゲームソフトである『キングダム ハーツ』シリーズはディズニーのアニメキャラクターがスターシステムで登場している。また、これとは逆にディズニー映画『シュガー・ラッシュ』には国内の大手ゲームメーカーの主要タイトルに登場する代表的な悪役が登場、中にはカプコンの格闘アクションゲーム『ストリートファイター』シリーズのザンギエフの様に、以前はヒーロー（ここでは"正義の味方"という意味）に憧れていたという裏設定を持つキャラクターもある。

### 絵本 (日本)
のぶみの作品には、自身の実子をモデルとした「かんたろう」「アンちゃん」というキャラクターをしばしば登場させている。